# 路易吉·坎比亚索
路易吉·坎比亚索（義大利語：Luigi Cambiaso，1895年1月29日—1975年3月25日），意大利男子体操运动员。他曾获得1920年和1924年夏季奥运会体操比赛男子团体全能金牌。他在12岁时首次参加国内的锦标赛。